# Insheeption
Insheeption is de tiende aflevering van het veertiende seizoen van de Amerikaanse televisieserie South Park. De aflevering werd voor het eerst uitgezonden op 20 oktober 2010. 
De aflevering parodieert de televisieserie Hoarders en de film Inception. De makers van South Park hadden Inception niet voorhanden. In plaats daarvan is de aflevering gebaseerd op een parodie gepubliceerd door CollegeHumor.
De titel is een woordspeling op Inception en sheep (schaap). 

## Verhaal
Stan Marsh en Mr. Mackey lijden aan verzamelzucht. Omdat een schaapherder schapen "verzamelt" denkt men dat ook hij aan verzamelzucht lijdt. Een therapeut brengt ze alle drie in slaap, zodat ze in een droom de achterliggende trauma's kunnen ontdekken. Ze komen gezamenlijk terecht in de droom van Mr. Mackey. Het trauma van Mr. Mackey is dermate krachtig dat ze niet meer uit de droom kunnen ontwaken.
Randy Marsh, brandweerlieden, en de personages uit Inception betreden de droom ook in een poging de drie te redden. Zij falen allemaal, maar Freddy Krueger, die de droom ook betreedt, overwint het trauma. Allen ontwaken, behalve de herder die het niet heeft overleefd. Stan wil niet weten wat zijn eigen trauma is en gooit al zijn troep weg.

## Verwijzingen
- Het begin van de aflevering, met name het uitruimen van het kluisje van Stan Marsh, is een verwijzing naar de Amerikaanse televisieserie Hoarders van A&E Network.
- De complexiteit en het bejubelen van de complexiteit van Inception worden belachelijk gemaakt.
- Randy Marsh als vlinder verwijst naar de Vlinderdroom van de Chinese filosoof Zhuang Zi.
- Stan die gevangen zit in de droom waarna Randy hem wil redden verwijst naar de film The Cell.
- Mr. Mackey speelt met een Lite-Brite. In zijn kinderslaapkamer is er speelgoed te zien van onder andere Great Mazinger, Raideen, and Getter Robo G.
- Als kind keek Mr. Mackey naar ZOOM, een kinderserie die te zien was op PBS van 1972 tot 1978.
- Freddy Krueger is de antagonist uit de filmserie A Nightmare on Elm Street.
- Woodsy Owl is een mascotte van de United States Forest Service.
- De verschillende droomniveaus worden vergeleken met een taco in een taco in een Taco Bell in een KFC in een winkelcentrum in een droom.
- Matt Hasselbeck, wiens gedaante de gedaanteverwisselaar aanneemt, was een quarterback van de NFL.

## Citaten
- Herder: Excuse me, but uh, I am a sheep herder. (Sorry, maar ik ben een schaapherder.)
- Therapeut: It's pronounced "hoarder," and yes you are. (Dat spreek je uit als "verzamelaar", en ja, dat ben je.)